# Senat Ahlhaus
Der Senat Ahlhaus war vom 25. August 2010 bis zum 7. März 2011 der Senat der Freien und Hansestadt Hamburg. Er bildete die Landesregierung in Hamburg, bis zum 29. November 2010 mit einer Koalition aus CDU und GAL und ab diesem Tag mit einer CDU-Minderheitsregierung. Die CDU verfügte in der Bürgerschaft nicht über eine Mehrheit zur Wahl weiterer Senatoren. Daher leiteten amtierende CDU-Senatoren zusätzlich die zuvor von Senatoren der GAL geführten Behörden sowie die Finanzbehörde, deren CDU-Senator am 24. November zurückgetreten war.

## Senat
| Amt                                                                                          | Name                                                                                  | Partei | Partei    |
| -------------------------------------------------------------------------------------------- | ------------------------------------------------------------------------------------- | ------ | --------- |
| Erster Bürgermeister                                                                         | Christoph Ahlhaus                                                                     |        | CDU       |
| Zweiter Bürgermeister                                                                        | Christa Goetsch bis 29. November 2010                                                 |        | GAL       |
| Zweiter Bürgermeister                                                                        | Dietrich Wersich ab 30. November 2010                                                 |        | CDU       |
| Behörde für Schule und Berufsbildung                                                         | Christa Goetsch bis 29. November 2010                                                 |        | GAL       |
| Behörde für Schule und Berufsbildung                                                         | Dietrich Wersich ab 30. November 2010                                                 |        | CDU       |
| Behörde für Soziales, Familie, Gesundheit und Verbraucherschutz                              | Dietrich Wersich                                                                      |        | CDU       |
| Behörde für Inneres und Sport ab 1. Oktober 2010, zuvor Behörde für Inneres                  | Heino Vahldieck                                                                       |        | CDU       |
| Behörde für Stadtentwicklung und Umwelt                                                      | Anja Hajduk bis 29. November 2010                                                     |        | GAL       |
| Behörde für Stadtentwicklung und Umwelt                                                      | Herlind Gundelach ab 30. November 2010                                                |        | CDU       |
| Behörde für Wirtschaft und Arbeit                                                            | Ian Karan                                                                             |        | parteilos |
| Behörde für Wissenschaft und Forschung                                                       | Herlind Gundelach                                                                     |        | CDU       |
| Finanzbehörde                                                                                | Carsten Frigge nach Rücktritt am 24. November 2010 M.d.W.d.G.b. bis 29. November 2010 |        | CDU       |
| Finanzbehörde                                                                                | Herlind Gundelach ab 30. November 2010                                                |        | CDU       |
| Justizbehörde                                                                                | Till Steffen bis 29. November 2010                                                    |        | GAL       |
| Justizbehörde                                                                                | Heino Vahldieck ab 30. November 2010                                                  |        | CDU       |
| Behörde für Kultur und Medien ab 1. Oktober 2010, zuvor Behörde für Kultur, Sport und Medien | Reinhard Stuth                                                                        |        | CDU       |